# Francesco Nelli
Francesco Nelli (Firenze, ... – Napoli, 1363) è stato un religioso italiano, notaio appartenente alla curia vescovile della città di Firenze amico di Francesco Petrarca.

## Biografia
Dopo essere stato notaio della curia di Firenze nel 1350 Francesco Nelli divenne priore della chiesa di Santi Apostoli e dal 1361 divenne "spenditore" del gran siniscalco Niccolò Acciaiuoli a Napoli.
A Napoli invitò il Boccaccio che però rimase deluso dell'accoglienza dei napoletani e lasciò la città nel 1363 inviando al Nelli una lettera per sfogarsi.
Fu amico del Petrarca, che gli dedicò la raccolta delle Seniles, e con lui intrattenne un cospicuo epistolario.
Morì a Napoli nel 1363 colpito dalla peste.